# Jan Klemens Branicki (podkomorzy krakowski)
Jan Klemens Branicki herbu Gryf (zm. w 1657) – hrabia z Ruszczy, podkomorzy krakowski w latach 1653-1657, chorąży krakowski w latach 1641-1642, żupnik chęciński, starosta chęciński w latach 1615-1652, starosta bocheński i wielicki. 
Zawarł związek małżeński z Anną Beatą Wapowską, c. Katarzyny Kostczanki, h. Dąbrowa i Stanisława Jana Wapowskiego
W 1632 roku był elektorem Władysława IV Wazy z województwa sandomierskiego i rotmistrzem powiatu chęcińskiego.
Poseł na sejm 1641 roku, sejm 1643 roku, sejm 1646 roku
.
Poseł sejmiku proszowickiego na sejm koronacyjny 1649 roku, sejm zwyczajny 1652 roku, sejm zwyczajny 1654 roku, poseł sejmiku opatowskiego na sejm 1655 roku.
Został pochowany w krypcie kaplicy Matki Boskiej Częstochowskiej na Jasnej Górze w Częstochowie.